# Gary Dotson
Pour les articles homonymes, voir Dotson.
Gary Dotson, né en 1957, est un Américain qui est la première personne à être innocenté d'une condamnation pénale par une preuve par empreinte génétique,.
En 1979, il est reconnu coupable et condamné à une peine d'emprisonnement conséquente pour viol. Cette condamnation est confirmée par la cour d'appel en 1981. En 1985, le témoin qui l'accuse — petit-ami de la victime présumée — retire son témoignage, qui est la preuve principale contre Dotson. Sa peine n'est pas annulée à ce moment-là, mais en raison du sentiment général qu'il est victime d'une fausse accusation, Dotson réalise une série de phases de libération sur parole et de réincarcération jusqu'à ce que les preuves ADN prouvent son innocence en 1988-1989.